# Olszownica
Olszownica – wieś w Polsce, położona w województwie świętokrzyskim, w powiecie opatowskim, w gminie Baćkowice.
Była wsią biskupstwa włocławskiego w województwie sandomierskim w ostatniej ćwierci XVI wieku. W latach 1975–1998 miejscowość położona była w województwie tarnobrzeskim.

## Integralne części wsi
| SIMC    | Nazwa       | Rodzaj     |
| ------- | ----------- | ---------- |
| 0786762 | Kolonie     | część wsi  |
| 0786779 | Stanisławów | przysiółek |

## Historia
- W roku 1341 Olschownica, wieś w powiecie opatowskim. Mateusz biskup kujawski oddaje Olszownicę w roku 1341 Mikołajowi i Witkowi sołtysom dla osadzenia na prawie niemieckiem, stało się to dnia 22.września.1341 roku w Raciążu w obecności świadków (Kod. Mał. t.III, s.44). Wspomniana jest także w dokumencie z roku 1374 w przywileju opata Alberta ze Świętego Krzyża z dnia 29.kwietnia.1374 (Kod. Mał. t.III, s.277)[7].
- Według Długosza – XV wiek (Liber Beneficiorum t.II, s.468) wieś Olschownicza należała do biskupów kujawskich.

Było tu 19 łanów kmiecych, dających biskupowi dziesięcinę wartości do 15 grzywien. Istniało też sołtystwo na trzech łanach, dające dziesięcinę plebanowi w Baczkowicach, wartości do 20 grzywien. Według drugiego opisu tej wsi (L.B. t.1,s.624), prócz podanych wyżej szczegółów, kmiecie płacili 16 groszy czynszu, 7 groszy na św. Trójcę a 9 groszy na św. Marcina.
Sołtys obowiązany był służyć wojskowo i listy wozić. We wsi były dwie karczmy, sołtysia i biskupia. Ostatnia dawała 3 floreny czynszu w dwu ratach. Kmiecie prócz czynszu pieniężnego dają po 2 koguty, sery i 30 jaj z łanu, obowiązani do powaby i robocizn na rzecz biskupa.
- Słownik geograficzny Królestwa Polskiego podaje, że w 1827 roku wieś Olszownica liczyła 134 mieszkańców, we wsi stało 20 domów, w większości drewnianych i pokrytych strzechą.

W roku 1888 w oddalonej o 11 wiorst od Opatowa Olszownicy było 38 domów, 293 mieszkańców, 262 morgi ziemi dworskiej i 441 mórg ziemi włościańskiej, czyli chłopskiej.
Obecnie w Olszownicy mieszka 434 osoby to jest 8,07 procent ogółu mieszkańców gminy Baćkowice.

Obszar wsi wynosi 713 hektarów, to jest 7,42 procent ogólnej powierzchni gminy, powierzchnia użytków rolnych wynosi 473 hektary, lasy i grunty leśne – 207 ha, pozostałe grunty (drogi) – 32 ha. Na tym obszarze pracuje 81 gospodarstw rolnych, których średnia wielkość wynosi 5,83 hektary.